# Netvořice
Netvořice là một chợ huyện thuộc huyện Benešov, vùng Středočeský, Cộng hòa Séc.